# 듬보비차주

주 문장

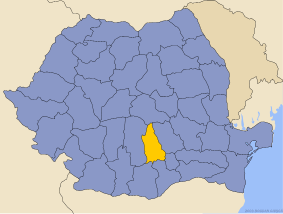
듬보비차 주의 위치

듬보비차주(루마니아어: Judeţul Dâmboviţa)는 루마니아 남부 문테니아 지방에 위치한 주로, 주도는 트르고비슈테이며 면적은 4,054km2, 인구는 541,763명(2002년 기준), 인구 밀도는 134명/km2, ISO 3166-2 코드는 RO-DB이다. 동쪽으로는 일포브 주와 프라호바 주, 서쪽으로는 아르제슈 주, 북쪽으로는 브라쇼브 주, 남쪽으로는 텔레오르만 주, 지우르지우 주와 접하며 2개 시와 5개 마을, 82개 지방 자치체를 관할한다.
주 전체 인구 가운데 96%는 루마니아인이며 로마인 등 소수 민족도 거주한다.